# Бікбірди
Бікбірди́ (рос. Бикбирды) — присілок у складі Сафакулевського округу Курганської області, Росія.
Населення — 241 особа (2010, 252 у 2002).
Національний склад станом на 2002 рік:
- башкири — 93 %